# Rodrigo Gimeno
Rodri, teljes nevén Rodrigo Gimeno Molina (Valencia, 1979. szeptember 21. –) spanyol labdarúgó, jelenleg a Hércules CF középpályása.

## Karrierje
Az Albacete Balompié nevelése, 2003-ig annak tartalékcsapatában és első csapatában is játszott. 2003-ban a CD Castellón csapatához szerződött, ahol második szezonjában tevékeny részt vállalt abban, hogy a csapat feljutott a másodosztályba. 2007 óta tagja jelenlegi klubjának, a Hércules CF-nek.

## Fordítás
- Ez a szócikk részben vagy egészben  a   Rodrigo Gimeno című angol Wikipédia-szócikk fordításán alapul.  Az eredeti cikk szerkesztőit annak laptörténete sorolja fel. Ez a jelzés csupán a megfogalmazás eredetét és a szerzői jogokat jelzi, nem szolgál a cikkben szereplő információk forrásmegjelöléseként.

## Külső hivatkozások
- BDFutbol-profilja
- Futbolme-profilja (spanyolul)